# Římskokatolická farnost Dražovice
Římskokatolická farnost Dražovice je územní společenství římských katolíků s farním kostelem Narození svatého Jana Křtitele ve slavkovském děkanství.

## Historie farnosti
Zřejmě nejstarší dochovaná písemná zmínka o Dražovicích je z roku 1141, o dražovické farnosti je pak z roku 1382, kdy zde byl místní farář Gracius. Z let 1320–1325 pochází patrně nejstarší dochované záznamy o jménech obyvatel Dražovic. Od poloviny 14. století se tedy dá hovořit o samostatné obci a farnosti Dražovice. Dražovická farnost byla od svého vzniku spravována kněžími olomoucké diecéze, náležela do děkanství vyškovského. Po zřízení brněnského biskupství v roce 1777 a po uspořádání a vymezení hranic obou diecézí byla farnost v roce 1784, při zachování arcibiskupského patronátu, začleněna do nové diecéze brněnské a děkanství slavkovského. Až do roku 1949 byl patronem farnosti olomoucký arcibiskup.
V dějinách dražovické farnosti byla období, kdy celá farnost byla spravována kněžími z okolí, buď krátce do příchodu nového faráře či i dlouhodobě (např. v letech 1652–1674 z Rousínova, v letech 1979–1981 z Letonic a v letech 1990–1996 z Bučovic). Naopak někdy zase dražovický farář krátkodobě zastupoval nebo delší čas spravoval okolní farnosti (Komořany, Křižanovice, Letonice). Území farnosti zahrnovalo obce Dražovice, Podbřežice (od vzniku farnosti do roku 2007 a poté opět od roku 2019) a Letonice (1640–1851). Dnes k území farnosti patří jen obce Dražovice a Podbřežice.
Dražovickým rodákem byl lidovecký politik František Hála.

## Duchovní správci
Farářem v Dražovicích byl v letech 1888–1908 pozdější olomoucký arcibiskup Antonín Cyril Stojan. Mezi 14. květnem 1996 a 8. zářím 1997 vykonával funkci faráře kontroverzní R. D. František Provazník, který přišel z farnosti Lysice. Administrátorem excurrendo pak byl od 1. ledna 1998 do srpna 2013 R. D. ICLIc. Mgr. Martin Bejček a od 1. září 2013 zde působí jako farář R. D. ICLic. Mgr. František Nechvátal.

## Bohoslužby
| Kostel                         | Místo     | Bohoslužba (den) | Hodina     | Poznámka     |
| ------------------------------ | --------- | ---------------- | ---------- | ------------ |
| Narození svatého Jana Křtitele | Dražovice | neděle pátek     | 8.00 18.00 | farní kostel |

## Aktivity ve farnosti
Dnem vzájemných modliteb farností za bohoslovce a bohoslovců za farnosti brněnské diecéze je 26. květen. Adorační den připadá na 17. července.
Ve farnosti se pravidelně pořádá tříkrálová sbírka. V roce 2014 se při ní vybralo 23 906 korun, o rok později 24 353 korun..V roce 2016 se při sbírce vybralo 25 014 korun. 
V roce 2018 už činil výtěžek sbírky v Dražovicích 33 651 korun.